# 1842 dans le catholicisme
Chronologie du catholicisme
- 1838
- 1839
- 1840
- 1841
- 1842
- 1843
- 1844
- 1845
- 1846

Cet article présente les faits marquants de l'année 1842 dans le catholicisme.

## Évènements
- 20 janvier : Alphonse Ratisbonne, élevé dans le judaïsme a une vision de la Vierge de la médaille miraculeuse.
- 24 janvier : Création de 5 cardinaux par Grégoire XVI.
- 31 janvier : Baptême d'Alphonse Ratisbonne.

## Naissances
- 10 février : Hippolyte Carrie, prélat et missionnaire français, vicaire apostolique du Congo français inférieur et évêque titulaire de Dorylée (de) († 13 octobre 1904)
- 8 mars : Maximilian von Lingg, prélat allemand, évêque d'Augsbourg († 31 mai 1930)
- 5 mai : Henry Northrop, prélat américain, évêque de Charlotte, précédemment vicaire apostolique de Caroline du Nord et évêque titulaire  de Rosalia (de) († 7 juin 1916)
- 16 août : Louis-Marie Pineau, prélat français, vicaire apostolique du Tonkin-Méridional et évêque titulaire de Calama (de) († 14 janvier 1921)
- 28 août : Placide-Louis Chapelle, prélat et missionnaire français, archevêque de La Nouvelle-Orléans, précédemment évêque titulaire d'Arabissus (de), archevêque titulaire de Sébaste (de) puis archevêque de Santa Fe († 9 août 1905)

## Décès
- 31 janvier : Pierre-Joseph Rey, prélat français, évêque d'Annecy (° 22 avril 1770)
- 22 mars : Giuseppe Morozzo della Rocca, cardinal italien, archevêque-évêque de Novare (° 12 mars 1758)
- 7 novembre : Agostino Rivarola, cardinal italien de la Curie (° 14 mars 1758)
- 20 décembre : Jean Dubois, prélat et missionnaire français, évêque de New York (° 24 août 1764)